# تسمية الكواكب
كما هو الحال في التسميات الأرضية، فتسميات الكواكب هي نظام للسمات السطحية المميزة لكوكب أو لقمر طبيعي، يهدف إلى وضع هذه السمات ووصفها ودراستها. منذ اختراع التليسكوب، أعطى علماء الفلك أسماءً للسمات السطحية التي تبينوها خصوصًا على القمر وكوكب المريخ. تولى الاتحاد الفلكي الدولي مسئولية اختيار الأسماء الرسمية للسمات الموجودة على أجسام المجموعة الشمسية حتى تصبح تسمية الكواكب معيارية.

## كيف يوافق الاتحاد الفلكي الدولي على الأسماء
عند التقاط صور لسطح كوكب أو قمر صناعي لأول مرة، يختار عادةً أعضاء مجموعة المهام التابعة للاتحاد الفلكي الدولي (مجموعة مقبولة عمومًا لتسمية الكواكب) فكرة لتسمية السمات المميزة له وتُعطى أسماء لأهم السمات. ومع ظهور صور وخرائط جديدة أكثر دقة، تُسمى سمات إضافية بناءً على طلب المحققين الذين يرسمون الخرائط أو يصفون أسطحًا أو سمات أو تكوينات جيولوجية محددة. يمكن لأي شخص أن يقترح أن تنظر مجموعة المهام في اسم معين. إذا ما وافق أعضاء مجموعة المهام على أن هذا الاسم مناسب، يحتفظون به ريثما يطلب أحد أعضاء المجتمع العلمي أن تُسمى سمة معينة. يسلم مجموعة المهام الأسماء التي راجعوها ووافقوا عليها إلى مجموعة عمل تسمية أنظمة الكواكب التابعة للاتحاد الفلكي الدولي. بعد مراجعة ناجحة من قبل أعضاء هذه المجموعة، تُعتبر الأسماء مقبولة مؤقتًا ويمكن استخدامها على الخرائط والمنشورات بشرط توضيح الحالة المؤقتة للاسم. ثم تُقدم الأسماء المؤقتة إلى المجلس العام للاتحاد الفلكي الدولي كي يعتمدها، كان يجتمع المجلس مرة كل ثلاث سنوات في الماضي وهو الذي يعتمد الآن تسمية سمات أسطح الكواكب كما هو مطلوب. لا يُعتبر الاسم رسميًا –أي مُعتمدًا– حتى يوافق المجلس العام عليه.

## قواعد الاتحاد الفلكي الدولي واتفاقياته
يجب على الأسماء التي يعتمدها الاتحاد الفلكي الدولي أن تتبع قواعد متنوعة واتفاقيات وضعها الاتحاد وعدلها عبر سنوات. ومنها:
1. التسمية وسيلة، وأول ما ينبغي مراعاته أن يكون الاسم بسيطًا وواضحًا لا غامضًا.
2. لا تُعطى الأسماء الرسمية في العموم لسمات يقل أكبر بُعد فيها عن 100 متر بالرغم من أن هناك استثناءات لسمات أصغر ذات أهمية علمية استثنائية.
3. يجب أن يقل عدد الأسماء المختارة لكل جسم إلى أقصى حد. لا يجب تسمية السمات إلا عندما تكون ذات أهمية علمية خاصة، وعندما تكون تسمية مثل هذه السمات مفيدة للمجتمع العلمي والعاملين في رسم الخرائط ككل.
4. لا يُحبذ استخدام نفس اسم السمة السطحية أكثر من مرة على جسمين أو أكثر واستخدام نفس الاسم لأقمار أو كواكب صغيرة. لكن يمكن أن يُسمح بذلك عندما تكون الأسماء مناسبة للغاية وفرص الخلط بين مدلولاتها ضعيفة جدًا.
5. يجب التعبير عن الأسماء الفردية التي تُختار لكل جسم باللغة الأصلية. ويجب أن يُرفق أداء صوتي للأحرف الهجائية لهذه اللغة، لكن لن تُترجم الكلمات من لغة إلى أخرى.
6. يجب استخدام جذور الكلمات المحددة في تسمية النظام الشمسي المبكر وتوسيعها قدر الإمكان.
7. يجب أن تكون تسميات النظام الشمسي عالمية في اختيار الأسماء. سيُنظر في الاقتراحات المقدمة إلى اللجان القومية التابعة للاتحاد الفلكي الدولي، لكن الاختيار النهائي للأسماء هو مسئولية الاتحاد الفلكي الدولي. وتدعم مجموعة عمل تسمية أنظمة الكواكب بشدة اختيارًا متكافئًا للأسماء من المجموعات العرقية والبلدان والجنس في كل خريطة، مع ذلك، يُسمح أن تُطلق على خرائط مواقع الهبوط نسبة كبيرة من الأسماء القادمة من دول تخطط إلى الهبوط على هذه المواقع.
8. يُمنع التسمية بأسماء ذات معنى سياسي أو حربي أو ديني (حديث)، باستثناء الشخصيات السياسية من قبل القرن التاسع عشر.

## روابط خارجية
- المعجم الجغرافي لتسميات الكواكب مجموعة عمل الاتحاد الفلكي الدولي لتسمية نظام الكواكب (WGPSN)
- "أسماء الكواكب: كيف نتوصل إليها؟", الجمعية الكوكبية مقالة مدونة بواسطة روزالي لوبيز، عضو الاتحاد الفلكي الدولي WGPSN
- أعضاء WGPSN
- خرائط الكواكب: التصور والتسمية Cartographica 41/2 2006
- تطوير نظام محلي للأسماء الجغرافية في محطة أبحاث الصحراء المريخية Cartographica 42/2 2007
- مقابلات APTN National News مع رسام الخرائط الكوكبي جون كولوريس ، (Esq.) على الاتحاد الفلكي الدولي. اعتمد رسميًا تسمية ميزة سطح الكوكب المنسوبة إلى ثقافات الشعوب الأصلية وشعوبها وأماكنها
- أطلس كوكب الزهرة في اللغة اليونانية واللغات الإنجليزية مع الاتحاد الفلكي الدولي. اعتمدت تسمية السمات السطحية اعتبارًا من عام 1984 التي أنشأها: جون كولوريس ، (Esq.)